# Кул (Тексас)
Кул (енгл. Cool) град је у америчкој савезној држави Тексас. По попису становништва из 2010. у њему је живело 157 становника.

## Демографија
Према попису становништва из 2010. у граду је живело 157 становника, што је 5 (3,1%) становника мање него 2000. године.
| Група             | 2000.       | 2010.       |
| Белци             | 156 (96,3%) | 132 (84,1%) |
| Афроамериканци    | 0 (0,0%)    | 0 (0,0%)    |
| Азијати           | 0 (0,0%)    | 0 (0,0%)    |
| Хиспаноамериканци | 6 (3,7%)    | 22 (14,0%)  |
| Укупно            | 162         | 157         |